# Adam-und-Eva-Haus

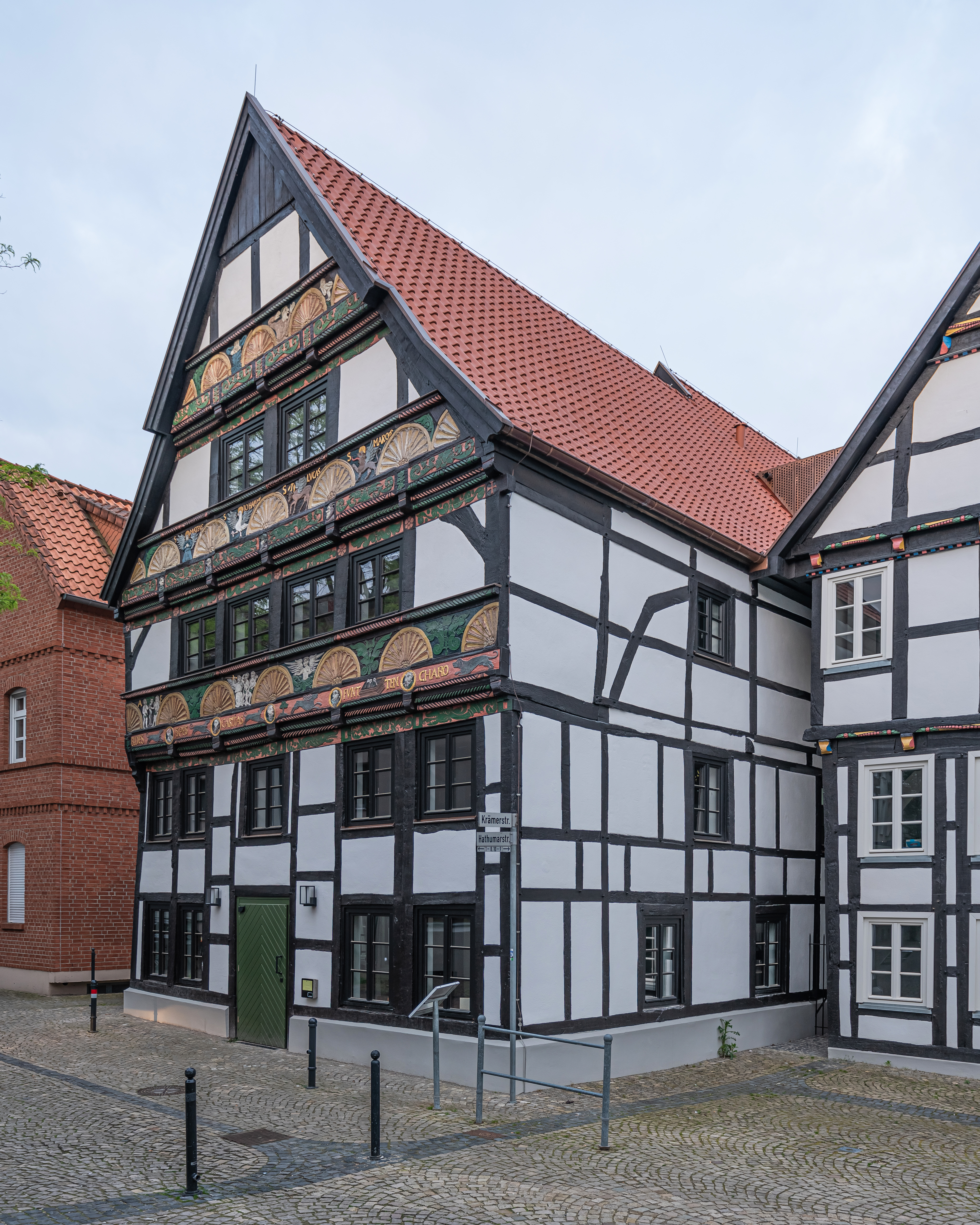
Straßenfassade des Adam-und-Eva-Hauses

Das Adam-und-Eva-Haus, Hathumarstraße 7, ist eines der ältesten und am reichhaltigsten verzierten noch erhaltenen Fachwerkhäuser in Paderborn. Es gilt zugleich als das älteste erhaltene Bürgerhaus der Paderstadt und beherbergte von 1977 bis März 2015 das Paderborner „Museum für Stadtgeschichte.“ Seit November 2023 ist den Räumen des Gebäudes unter dem Namen "Eden" die Open Library als Nachhaltigkeitsbibliothek der Stadtbibliothek Paderborn zu finden. Diese ist jeden Tag von 8.00 bis 22.00 Uhr für Kunden der Stadtbibliothek Paderborn frei zugänglich.

## Entstehung

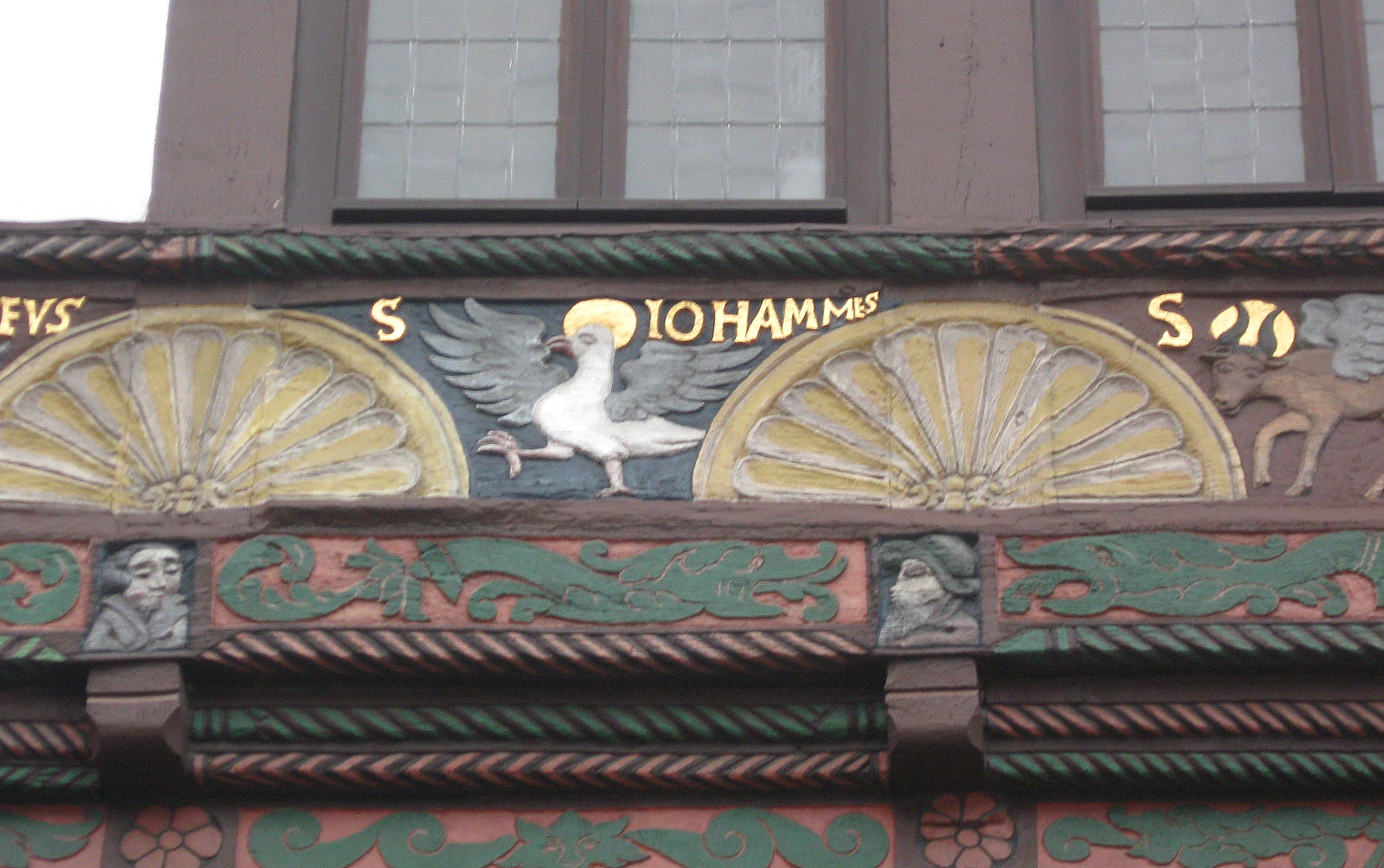

Das dreigeschossige Fachwerkgiebelhaus, das um 1560 erbaut wurde, zeichnet sich vor allem durch seine reichen Schnitzereien an den Friesen der Giebelfront aus. Der eindrucksvollste der drei mit ornamentalem und figürlichem Schmuck versehenen Schnitzfriese ist der untere, der dem Haus auch seinen Namen gab. In klassischer Leserichtung erzählt er von links nach rechts die Geschichte vom Sündenfall Adam und Evas, die mit ihrer Vertreibung aus dem Paradies endete. Diese Schnitzerei ist zur Entstehungszeit beispielhaft für die Architektur der Weserrenaissance und die Geschichte der Reformation.
Neben vielen anderen Städten Westfalens hatte die Reformation im ersten Drittel des 16. Jahrhunderts auch Paderborn erreicht. Die Menschen jedoch richteten sich trotz des neuen Glaubens im Hausbau und der Fassadengestaltung weiterhin weitgehend an die Formen aus der Zeit vor der Glaubensspaltung. Die folgende relativ kurze protestantische Phase Paderborns bedeutete jedoch wie in vielen anderen evangelischen Städten auch Verbote vieler Darstellungen aus vorreformatorischer Zeit wie z. B. Heiligendarstellungen. Die Menschen dieser Zeit (wie die Erbauer des Hauses) bedienten sich als Kompromiss bei der Außengestaltung ihrer Gebäude erlaubter biblischer Gestalten wie eben Adam und Eva. Das Adam-und-Eva-Haus stellt somit den fließenden Übergang vom alten, katholischen, Glauben zum neuen evangelischen Bekenntnis während des 16. Jahrhunderts dar. Damit ist es ebenfalls beispielhaft für die Kompromisse, die die zum Teil an alten Vorstellungen haftenden Menschen der Renaissance, im Manierismus und im Frühbarock im Alltag vielfach eingehen mussten. Diese Denk- und Lebensweise zeichnet sich auch in vielen anderen Profan- und Sakralbauten des 16. Jahrhunderts aus.

## Weitere Geschichte
In den auf seine Errichtung folgenden Jahrhunderten wechselte das Adam-und-Eva-Haus mehrfach seinen Besitzer. Als der letzte private Eigentümer die für die Erhaltung der Bausubstanz nötigen Kosten nicht mehr aufbringen konnte, nahm die Stadt Paderborn im Jahre 1971 Verkaufsverhandlungen mit diesem auf, um das Haus vor einem weiteren Verfall zu bewahren. Bevor die Verkaufsverhandlungen abgeschlossen werden konnten, brach im Haus ein Feuer aus, das den Dachstuhl und den rückwärtigen Teil des Gebäudes zerstörte. Die kunstgeschichtlich wertvolle Fassade blieb jedoch vor den Flammen verschont.
Der im Jahre 1972 abgeschlossene Kaufvertrag beinhaltete die Wiederherstellung des Gebäudes. In Abstimmung mit dem Landesdenkmalamt in Münster vereinbarte man die Restaurierung des Hauses in der ursprünglichen Form des 16. Jahrhunderts. Die wiederholten An- und Umbauten, die seit dem 17. Jahrhundert am Gebäude vorgenommen worden waren, wurden somit rückgängig gemacht. Dies erforderte umfangreiche Bauarbeiten, bei denen Fachleute die ehemaligen Schaufenstereinbauten entfernten und die konstruktive Gestalt des Hauses durch Holzfachwerkbalken wiederherstellten. Kleinsprossige Fenster und eine Eingangstür aus Eichenholz nach alten Vorbildern runden die Restaurierungsarbeiten ab.

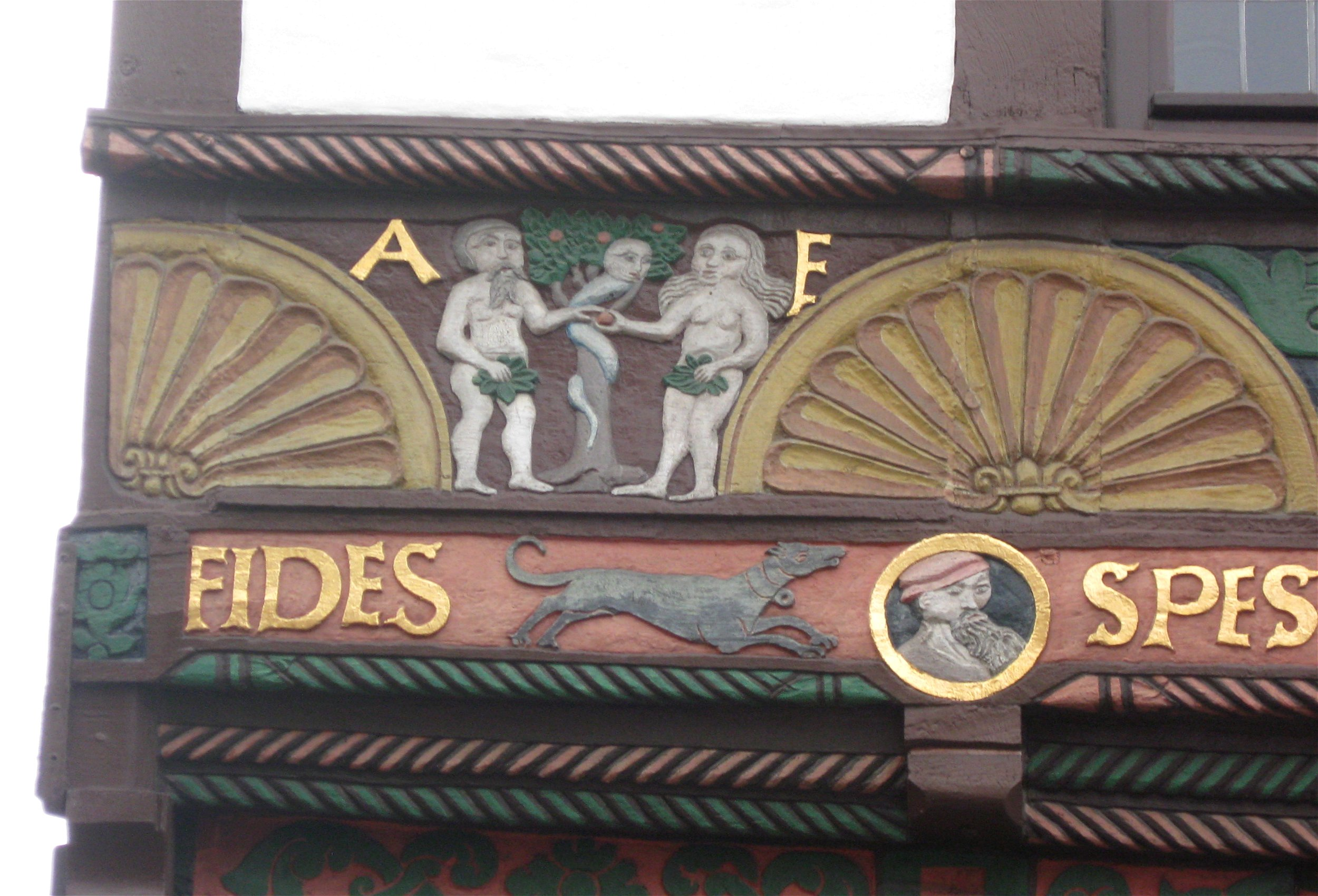

Der wiederhergestellte Originalzustand zeigt nun den Grundriss eines dreischiffigen Gebäudes, eines Vierständerhauses mit schmalen Schiffen. Die für das äußere Erscheinungsbild des Hauses wichtigste Maßnahme war es, die mehrfach übermalten Friese der Giebelfront freizulegen. Die Restaurierung der Fassade mit ihren reichhaltigen Schmuckelementen übernahm ein Paderborner Unternehmen. Die entsprechenden Arbeiten zur Instandsetzung und Restaurierung waren Anfang 1976 abgeschlossen. 1977 eröffnete passend zur 1200-Jahr-Feier der Stadt in den ersten beiden Etagen des Hauses das „Museum für Stadtgeschichte“ seinen Betrieb. 2015 wurde das Museum aufgrund konservatorischer Mängel geschlossen, die Bestände wurden in das Stadtmuseum Paderborn integriert. 2017 wurde das Adam-und-Eva-Haus/Weinkrüger an der Hathumarstraße für gastronomische Zwecke umgenutzt. Nach einer umfangreichen Sanierung 2023 ist das Haus ein Standort der Stadtbibliothek Paderborn.
Dabei handelt es sich um den ersten reinen Open-Library-Standort in Deutschland. Die Bibliotheksnutzer können mit ihrem Bibliotheksausweis die Räume täglich zwischen 8:00 und 20:00 Uhr eigenständig nutzen. Es gibt Kaffee, Kaltgetränke und Snacks. Hier kann man allein oder mit Freunden chillen, arbeiten, spielen, lernen oder lesen. Während der Öffnungszeiten ist kein Personal vor Ort.